# Compsobata univitta
Compsobata univitta är en tvåvingeart som först beskrevs av Walker 1849.  Compsobata univitta ingår i släktet Compsobata och familjen skridflugor. Inga underarter finns listade i Catalogue of Life.